# Peg de mon cœur
Pour le film de Robert Z. Leonard sorti en 1933, voir Peg o' My Heart (film, 1933).
Pour plus de détails, voir Fiche technique et Distribution.
Peg de mon cœur (Peg o' My Heart) est un film américain réalisé par King Vidor, sorti en 1922.

## Synopsis
Peg, la fille d'un pauvre fermier irlandais et d'une Anglaise de la haute société rejetée par sa famille, est envoyée en Angleterre pour vivre chez les Chichester. Leurs manières snob lui déplaisent et son seul ami est Jerry, qui vit dans le domaine voisin. Lorsque Peg apprend que le seul intérêt des Chichester est l'argent payé pour son éducation par son oncle, et que Jerry est en fait Sir Gerald Adair, elle repart déçue en Irlande. Jerry la suit là-bas et la persuade de l'épouser.

## Fiche technique
- Titre original : Peg o' My Heart
- Titre français : Peg de mon cœur
- Réalisation : King Vidor
- Scénario : Mary O'Hara, d'après la pièce Peg o' My Heart de J. Hartley Manners
- Photographie : George Barnes
- Société de production : Metro Pictures Corporation
- Société de distribution : Metro Pictures Corporation
- Pays de production :  États-Unis
- Langue originale : anglais
- Format : Noir et blanc - 35 mm - 1,37:1 - Muet
- Genre : comédie dramatique
- Durée : 80 minutes (8 bobines)
- Dates de sortie : 
  - États-Unis : 18 décembre 1922
  - France : 1er février 1924

## Distribution
- Laurette Taylor : Margaret O'Connell (Peg)
- Mahlon Hamilton : Sir Gerald Adair (Jerry)
- Russell Simpson : Jim O'Connell
- Ethel Grey Terry : Ethel Chichester
- Nigel Barrie : Christian Brent
- Lionel Belmore : Hawks
- Vera Lewis : Mme Chichester
- Beth Ivins : Mme O'Connell
- D.R.O. Hatswell : Alaric Chichester
- Eileen O'Malley : Margaret O'Connell, enfant
- Fred Huntley : le maître d'hôtel